# گارستن، مرزیساید
longitudeگارستن، مرزیسایدlatitudeگارستن، مرزیساید
گارستن، مرزیساید (به انگلیسی: Garston, Merseyside) ناحیه‌ای در لیورپول شهرستان مرزیساید است که در شمال غربی انگلستان واقع شده‌است.